# NGC 6970
NGC 6970 (другие обозначения — PGC 65608, ESO 235-8, AM 2048-485, IRAS20486-4857) — спиральная галактика с перемычкой (SBa) в созвездии Индеец.
Этот объект входит в число перечисленных в оригинальной редакции «Нового общего каталога».